# پی.جی. وودهاوس
پی. جی. وودهاوس (انگلیسی: P. G. Wodehouse؛ ‎/ˈwʊdhaʊs/‎؛ ۱۵ اکتبر ۱۸۸۱ – ۱۴ فوریه ۱۹۷۵) نویسنده اهل انگلستان بود..
وی را یکی از بزرگترین طنزپردازان قرن بیستم میلادی می‌دانند.
او با آنکه زادهٔ انگلستان بود، اما بیشتر عمر خود را در ایالات متحده آمریکا گذراند.